# Отрожки
Отрожки (рос. Отрожки) — хутір у Серафимовицькому районі Волгоградської області Російської Федерації.
Населення становить 489  осіб. Входить до складу муніципального утворення Отрожкинське сільське поселення.

## Історія
Хутір розташований у межах українського історичного та культурного регіону Жовтий Клин.
Згідно із законом від 24 грудня 2004 року № 979-ОД органом місцевого самоврядування є Отрожкинське сільське поселення.

## Населення
| 2010 | 2015 |
| ---- | ---- |
| 543  | ↘489 |